# Copa do Mundo de Esqui Alpino de 1969
A Copa do Mundo de Esqui Alpino de 1969 foi a terceira edição da Copa do Mundo, ela foi iniciada em dezembro de 1968 na França e finalizada em março de 1969, nos Estados Unidos.
Os austríacos Karl Schranz venceu no masculino, enquanto no feminino Gertrude Gabl.

## Calendário

### Legenda
| DH | downhill     |
| GS | giant slalom |
| SL | slalom       |

### Masculino
| Corrida | Data        | Local                       | Evento | Campeão              | Segundo              | Terceiro                    |
| 1       | 12 Dec 1968 | Val d'Isère, France         | GS     | Karl Schranz         | Bernard Orcel        | Henri Duvillard             |
| 2       | 3 Jan 1969  | Berchtesgaden, West Germany | SL     | Alfred Matt          | Karl Schranz         | Patrick Russel              |
| 3       | 6 Jan 1969  | Adelboden, Switzerland      | GS     | Jean-Noël Augert     | Jean-Pierre Augert   | Karl Schranz                |
| 4       | 11 Jan 1969 | Wengen, Switzerland         | DH     | Karl Schranz         | Heinrich Messner     | Karl Cordin                 |
| 5       | 12 Jan 1969 | Wengen, Switzerland         | SL     | Reinhold Tritscher   | Spider Sabich        | Peter Frei                  |
| 6       | 18 Jan 1969 | Kitzbühel, Austria          | DH     | Karl Schranz         | Jean-Daniel Dätwyler | Karl Cordin Henri Duvillard |
| 7       | 19 Jan 1969 | Kitzbühel, Austria          | SL     | Patrick Russel       | Herbert Huber        | Dumeng Giovanoli            |
| 8       | 24 Jan 1969 | Megève, France              | DH     | Henri Duvillard      | Heinrich Messner     | Alfred Matt                 |
| 9       | 26 Jan 1969 | Megève, France              | SL     | Alain Penz           | Herbert Huber        | Spider Sabich               |
| 10      | 1 Feb 1969  | St. Anton, Austria          | DH     | Karl Schranz         | Heinrich Messner     | Franz Vogler                |
| 11      | 8 Feb 1969  | Åre, Sweden                 | GS     | Jean-Noël Augert     | Jakob Tischhauser    | Alain Penz                  |
| 12      | 9 Feb 1969  | Åre, Sweden                 | SL     | Patrick Russel       | Jean-Noël Augert     | Alfred Matt                 |
| 13      | 9 Feb 1969  | Cortina d'Ampezzo, Italy    | DH     | Josef Minsch         | Jean-Pierre Augert   | Peter Rohr                  |
| 14      | 14 Feb 1969 | Val Gardena, Italy          | DH     | Jean-Daniel Dätwyler | Henri Duvillard      | Rudi Sailer                 |
| 15      | 16 Feb 1969 | Kranjska Gora, Yugoslavia   | GS     | Reinhold Tritscher   | Alfred Matt          | Franz Digruber              |
| 16      | 17 Feb 1969 | Kranjska Gora, Yugoslavia   | SL     | Edmund Bruggmann     | Alain Penz           | Herbert Huber               |
| 17      | 28 Feb 1969 | Squaw Valley, USA           | SL     | Billy Kidd           | Alain Penz           | Patrick Russel              |
| 18      | 1 Mar 1969  | Squaw Valley, USA           | GS     | Reinhold Tritscher   | Jakob Tischhauser    | Heinrich Messner            |
| 19      | 15 Mar 1969 | Mont St. Anne, Canada       | GS     | Karl Schranz         | Dumeng Giovanoli     | Jakob Tischhauser           |
| 20      | 16 Feb 1969 | Mont St. Anne, Canada       | SL     | Alfred Matt          | Jean-Noël Augert     | Billy Kidd                  |
| 21      | 21 Mar 1969 | Waterville Valley, USA      | GS     | Dumeng Giovanoli     | Karl Schranz         | Jakob Tischhauser           |
| 22      | 22 Mar 1969 | Waterville Valley, USA      | SL     | Jean-Noël Augert     | Herbert Huber        | Patrick Russel              |

### Feminino
| Corrida | Data        | Local                        | Evento | Campeão           | Segundo                      | Terceiro                     |
| 1       | 11 Dec 1968 | Val d'Isère, France          | GS     | Françoise Macchi  | Rosi Mittermaier             | Annie Famose                 |
| 2       | 3-Jan-1969  | Oberstaufen, West Germany    | GS     | Kiki Cutter       | Gertrude Gabl Olga Pall      | Gertrude Gabl Olga Pall      |
| 3       | 4-Jan-1969  | Oberstaufen, West Germany    | SL     | Gertrude Gabl     | Judy Nagel                   | Marilyn Cochran              |
| 4       | 7-Jan-1969  | Grindelwald, Switzerland     | SL     | Gertrude Gabl     | Annie Famose                 | Kiki Cutter                  |
| 5       | 10 Jan 1969 | Grindelwald, Switzerland     | DH     | Wiltrud Drexel    | Rosi Mittermaier             | Isabelle Mir                 |
| 6       | 15 Jan 1969 | Schruns, Austria             | DH     | Wiltrud Drexel    | Florence Steurer             | Annie Famose                 |
| 7       | 16 Jan 1969 | Schruns, Austria             | SL     | Rosi Mittermaier  | Gertrude Gabl                | Kiki Cutter                  |
| 8       | 23 Jan 1969 | St. Gervais, France          | SL     | Ingrid Lafforgue  | Annie Famose                 | Judy Nagel                   |
| 9       | 25 Jan 1969 | St. Gervais, France          | DH     | Isabelle Mir      | Annie Famose Annemarie Pröll | Annie Famose Annemarie Pröll |
| 10      | 31 Jan 1969 | St. Anton, Austria           | DH     | Olga Pall         | Isabelle Mir                 | Wiltrud Drexel               |
| 11      | 8-Feb-1969  | Sterzing, Italy              | SL     | Judy Nagel        | Cathy Nagel                  | Florence Steurer             |
| 12      | 9-Feb-1969  | Sterzing, Italy              | GS     | Michèle Jacot     | Marilyn Cochran              | Ingrid Lafforgue             |
| 13      | 16 Feb 1969 | Vysoké Tatry, Czechoslovakia | SL     | Gertrude Gabl     | Kiki Cutter                  | Ingrid Lafforgue             |
| 14      | 17 Feb 1969 | Vysoké Tatry, Czechoslovakia | GS     | Gertrude Gabl     | Marilyn Cochran              | Florence Steurer             |
| 15      | 28 Feb 1969 | Squaw Valley, USA            | SL     | Bernadette Rauter | Ingrid Lafforgue             | Judy Nagel                   |
| 16      | 1-Mar-1969  | Squaw Valley, USA            | GS     | Florence Steurer  | Marilyn Cochran              | Bernadette Rauter            |
| 17      | 14 Mar 1969 | Mont St. Anne, Canada        | GS     | Michèle Jacot     | Marilyn Cochran              | Wiltrud Drexel               |
| 18      | 15 Mar 1969 | Mont St. Anne, Canada        | SL     | Kiki Cutter       | Ingrid Lafforgue             | Florence Steurer             |
| 19      | 20 Mar 1969 | Waterville Valley, USA       | GS     | Bernadette Rauter | Marilyn Cochran Karen Budge  | Marilyn Cochran Karen Budge  |
| 20      | 22 Mar 1969 | Waterville Valley, USA       | SL     | Kiki Cutter       | Rosi Mittermaier             | Judy Nagel                   |